# Casanova (film, 1976)
A Fellini: Casanova (Il Casanova di Federico Fellini / Fellini’s Casanova) 1976-ban bemutatott színes, olasz–amerikai filmdráma.
Federico Fellini alkotása a legendás velencei kalandor és nőcsábász, Giacomo Casanova emlékiratainak motívumai alapján készült. A rendező eleinte idegenkedett a témától, melyre állítólag egy könnyelmű pillanatában szánta rá magát. Kezdetben kifejezetten rossz véleménye volt a főhősről, később azonban megbarátkozott – sőt egyes értelmezések szerint: azonosult – vele, és Casanova történetén keresztül valójában saját koráról mondott véleményt a filmmel. Ebből a megközelítésből a Casanova laza trilógiát alkot Az édes élettel (1960) és a Fellini-Satyriconnal (1969). A főszerepre számos ismert olasz és nemzetközi sztár neve felmerült. Fellini végül Donald Sutherlanddel állapodott meg, aki vérbeli profiként, zokszó nélkül vetette alá magát minden rendezői instrukciónak, noha saját elképzelései a szerepről egészen mások voltak. A forgatást számos nehézség kísérte, sőt a költségvetés túllépése miatt a produkció le is állt, és néhány hétig bizonytalan volt, hogy folytatódhat-e a munka. A Casanova a Mester egyik legkedvezőtlenebbül fogadott alkotása lett. A kifogások között szerepelt, hogy a filmbéli Casanova ellenszenves, savanyú, indokolatlanul melankolikus figura, a filmre a látványelemek túlburjánzása jellemző, és az egész mű sokkal inkább szól Felliniről, mint a velencei lovagról. Volt azonban néhány lelkes vélemény is, például a neves regényíróé, Georges Simenoné. Az évek múlásával a Casanova jelentősen átértékelődött, és az új évezredben már Fellini egyik legjelentősebb alkotásaként emlegetik.

## A cselekmény
|  | Alább a cselekmény részletei következnek! |

Casanova szerepében Donald Sutherland

A velencei karnevál díszes forgatagában Casanova szerelmeslevelet kap. Egy apáca írta, aki vasárnaponként látta őt a szentmisén, és szeretné közelebbről megismerni. A lovagnak San Bartolo szigetén kell várnia rá, gyertyával a kezében. A légyotthoz a Maddalena nevű apáca barátja, a francia követ adta kölcsön a házát, cserébe viszont mindent látni akar a rejtekhelyéről. Casanova garantálja, hogy nem fog unatkozni. Valóban, a szerelmi együttlét bővelkedik akrobatikus mutatványokban, Casanova és az apáca igencsak kitesznek magukért. Az attrakció végén a követ a rejtekhelyéről elismerését fejezi ki a lovag teljesítményéért. Casanova egyéb képességeiről kezd beszélni, hiszen jártas például a mérnöki tudományokban, a literatúrában, a politikában, a gazdasági ügyekben, az alkímiában és a kabbalában is. A követ ajánlását kéri, ám választ nem kap. A hazafelé hajózó Casanovát Velence ura és az inkvizíció nevében letartóztatják fekete mágia, eretnek írások birtoklása és egyházi méltóságok bírálata miatt. Ólombörtönében felidézi egyik szerelmi kalandját. Miközben előkelő szeretőjére várakozott, a ház úrnőjének varrólányai között felfigyelt egy sápadt teremtésre, aki állítólag nem evett, nem ivott és nem mosolygott. Állapota miatt rendszeresen orvos járt hozzá. Miután Casanova lebonyolította találkáját mazochista szeretőjével, visszatért a varrólányok közé. A sápadt leányzó, Anna Maria éppen táncleckét vett, amikor kevéske ereje elhagyta, és elalélt. A kiérkező orvos eret vágott rajta. Az alélt lány felkeltette Casanova vágyait. A lovag elhatározta, hogy életet lehel a bágyadt teremtésbe. Az esti kerti séta közben Anna Maria újra elájult, az orvos pedig ismét eret vágott rajta. Casanova ekkor karjaiba vette a lányt, a hálószobába vitte, ahol a magáévá tette. Másnap Anna Maria már kivirulva, mosolyogva gondolázott a lovaggal.
Casanova megszökik az ólombörtönből. Párizsba megy, ahol sikerül bejutnia D'Urfé márkinő szalonjába, amely a szellem embereinek találkozóhelye. A társaság egyik tagja, Saint-Germain gróf azt állítja, hogy járatos az alkímia tudományában, és ebbéli ismereteinek köszönhetően már 300 éve él. A márkinő megmutatja a titkos laboratóriumát Casanovának, és segítségét kéri a Nagy Mű megvalósításához. Az idős asszony szerint a lovag ismeri a bölcsek kövének titkát, ezért volna szüksége a közreműködésére. A márkinő ugyanis hamarosan meghal, de férfiként fog újjászületni, és örökké fog élni, amennyiben még életében megtermékenyíti őt egy vele azonos piramidális jelű férfi. Casanova szolgálataiért az asszony a kincseit ajánlja fel. A lovas kocsival hazafelé tartó Casanova egy kisebb baleset folytán találkozik fivérével, aki éppen egy Marcolina nevű trevisiói lánnyal él. Némi pénz fejében a fivér felszívódik. A lovag természetesen magáévá teszi a vele maradt lányt, akinek fontos szerepet szán a D'Urfé márkinővel kapcsolatos terveiben. Casanova ugyanis nem tagadja meg szexuális szolgálatait a vagyonos asszonytól, ám szüksége van egy fiatal lány jelenlétére is ahhoz, hogy képes legyen magáévá tenni a márkinő öreg, aszott testét. Misztikus varázsigék szavalása közben, Marcolina kuncogásától kísérve kerül sor a Nagy Mű megvalósítására.
Két évvel később Casanova találkozik élete legnagyobb szerelmével. Szállásán a pápai őrség megvádolja a szomszédját, egy magyar tisztet, hogy szobatársa valójában egy katonai egyenruhába bújtatott nő. A vád egyébként igaz, a gyönyörű teremtést Henriette-nek hívják. A Parmába vezető úton a magyar tiszt Casanova gondjaira bízza a lányt, mivel neki sürgős ügyeket kell elintéznie északon. A lovag és Henriette meghívást kapnak Du Bois márki estélyére. A házigazda bizonytalan határokat húz a szerelemben, amint az a nőkről szóló filozofálgatást követő műsorszámból rövidesen ki is derül. A zenével és énekkel kísért táncot a bogárjelmezbe öltözött Du Bois és egy hiányos öltözékű férfi táncos mutatja be. A homoszexualitás légköre lengi be a produkciót, melyet egyes nézők ugyan kritikai megjegyzésekkel illetnek, ám a végén mindenki tapsol. Casanova is gratulál, ámbár megjegyzi, hogy a látott tánc alapgondolatával nem ért egyet. Figyelmét azonban eltereli Henriette elbűvölő gordonkajátéka. Az együtt töltött éjszaka után a szépségnek nyoma vész. Az ébredő Casanova Du Bois márkit találja az ágya mellett. A férfi figyelmezteti, hogy ne keresse eltűnt kedvesét, aki egy magas méltóság pártfogását élvezi. Casanova mindenre hajlandó lenne, hogy újra megtalálja Henriette-et, de nincs nyom, amin elindulhatna. Kétségbeesésében öngyilkos akar lenni.
Az életének valójában jóval később akar véget vetni, Londonban, miután a Sors összehozta Charpillon asszonnyal és lányával, akik nemcsak megfertőzték, hanem még lopással is vádolják. Casanova végül úgy dönt, nem hallgatja tovább a két hárpia vádaskodásait, és kiszáll a hintóból. Viszi a csomagjait is, Charpillon asszony azonban pisztollyal akadályozza meg, hogy a legértékesebbet is magához vegye. A kétségbeesett Casanova az örvénylő folyóba akarja vetni magát. Fennkölt szónoklat kíséretében gázol a vízbe. Mellkasáig elmerül benne, amikor nevetést hall a túlpartról. Egy óriás termetű nőt lát két törpe kíséretében. Azonnal a partra evickél, hogy utánuk eredjen az esti ködben. Vándormutatványosok táborába kerül, ahol előbb egy régi barátjával találkozik, majd rátalál az óriásnőre. A különleges teremtés a legerősebb férfiakat is legyőzi szkanderben. Casanova is kiáll ellene. A küzdelem elején gálánsan kezet csókol a hölgynek. Hiába kéri azonban, a nő nem engedi győzni. Később a szabadban találkoznak. Az óriásnő elmondja, hogy nem sikerült a házassága, férje eladta, mint egy állatot. A cirkuszban viszont jól érzi magát, szereti a munkáját, az emberek kedvesek vele. Casanova megvesztegeti az egyik törpét, és a sátor résén keresztül meglesi a fürdőző óriásnőt. Mire reggel felébred, a cirkusznak már nyoma sincs, a mutatványosok odébbálltak.
Rómában Casanova magával a Szentatyával találkozik. Később Lord Talou meghívja egy estélyre, ahol Del Brando herceg elismeréssel adózik a lovag hírnevének. Kijelenti, ha nő lenne, szívesen ágyba bújna Casanovával, bár megjegyzi, hogy ami a szerelmi ügyeket illeti, abban a kocsisa teljesítménye sem mindennapi. Lord Talou versenyt ajánl: álljon ki Casanova a kocsissal, és mérkőzzenek meg abban, hogy melyikőjük képes többször kielégíteni egy nőt egyetlen óra leforgása alatt. Casanova sértőnek találja a javaslatot. A társaság egyik hölgytagja szerint viszont az indítvány a bárdolatlanság és a poézis versenyének tekintendő, amiből úgyis Casanova kerülne ki győztesen. A lovag végül vállalja a versengést, amelyet a kéjsóvár társaság kíváncsi pillantásaitól és lelkes beszólásaitól kísérve meg is nyer. Casanova életének következő fontos állomása Bern, ahol egy híres entomológus hívja meg a házába. A lovag megfigyeli, hogyan dolgoznak a házigazda lányai, akik különféle rovarokat vizsgálnak. A látványtól rosszul lesz és elájul. A lányok élesztgetik, ágyba viszik, ápolgatják. Felépülése után a lovag köszönetet mond a gondoskodásukért. Egyikőjüknek, Isabellának szerelmet vall. A lány szerint csak a betegség beszél Casanovából, ezért elutasítja a férfi ajánlatát, hogy másnap utazzon vele Drezdába. Abba azonban beleegyezik, hogy a drezdai fogadóban találkozzanak. A megbeszélt légyotton Casanova hiába várja Isabellát. Megjelenik viszont egy régi szeretője, az elhízott, megöregedett és kissé közönséges énekesnő, Astrodi, aki vendégszereplésre érkezett a művésztársaival. Casanova először visszautasítja az invitálást, hogy csatlakozzon a társasághoz, ám Astrodi bemutat neki egy német lányt, Johannát. A gáláns kalandokra mindig kész lovag érdeklődését felkelti a fürge nyelvmozgású leányzó, és a művészekkel tölti az éjszakát. Ágyában nemcsak Johanna fordul meg, hanem például a dús keblű Astrodi is, Casanova azonban bírja az iramot.

Casanova és Rosalba, a bábu (Donald Sutherland és Leda Lojodice)

Másnap megtekinti a művészek előadását. A műsor után találkozik az anyjával, aki egy páholyból nézte végig a programot. A mama Drezdában él, a város fejedelme kegydíjat utalt ki számára. Korholja a fiát, hogy egy garast sem küldött neki. Casanova megígéri, hogy meglátogatja. Kiviszi az idős asszonyt a hintójához, ám úgy búcsúznak el egymástól, hogy még a címét sem kéri el. Casanova éveken át járja a világot, míg végül Württembergben köt ki. Stuttgart akkoriban Európa legcsodálatosabb udvarának számított. Casanova azonban ugyanazt a féktelen mulatozást, a szellem és a tudományok iránti érdektelenséget tapasztalja, mint korábban Lord Talou estélyén. Az udvaroncok otrombán gúnyolódnak rajta, és egy Rosalba nevű babát hoznak elé, hogy általa figurázzák ki a lovagot. Casanovának megtetszik a bábu. Amikor egyedül marad vele, beszél hozzá. Táncolnak, majd gyengéden az ágyba viszi, ahol a magáévá teszi. A Sors ezután Dux kastélyába vezérli az idős Casanovát, aki Waldenstein gróf könyvtárosa lesz. Zsémbes és kötekedő öregember lett belőle, ám meggyőződése, hogy halála után nagy íróként fognak emlékezni rá. Környezete azonban éppúgy gúnyolódik rajta, mint Württembergben. Egy ízben a társaság kérésére szavalni kezd, ám az egyik nő kineveti a fennkölten beszélő, szánalmas férfit. Viselkedéséért ugyan rögtön bocsánatot is kér, ám a sértett Casanova szó nélkül visszavonul. Álmában Velencét látja: a lagúna befagyott vizén életének fontosabb szereplői jelennek meg. Ott van Rosalba, a bábu is, akivel Casanova boldogan mosolyogva táncolni kezd.

## Fellini aCasanováról
„Mit is akartam elérni ezzel a filmmel? A mozi lényegéhez szerettem volna végre eljutni, ahhoz a valamihez, ami az én felfogásom szerint a tökéletes film, vagyis a filmszalag segítségével készített állóképhez… Ha az ember szembeáll egy festménnyel, teljes és megszakítás nélküli vizuális élményben van része. Amikor leül megnézni egy filmet, más a helyzet. A képben benne van minden, csak meg kell nézni. A film ezzel szemben tökéletlen kép, hiszen nem a néző szemléli, hanem a film mutatja magát a nézőre erőltetett, rajta kívül álló ritmus és időtartam szerint. Az volna az igazi, ha egyetlen, örökre kimerevített, mégis folytonosan mozgással teli képkockából álló filmet tudnék csinálni. Ehhez a célhoz szerettem volna egészen közel kerülni a Casanovában: olyan filmet akartam, amely teljes egészében állóképekből áll. Végül is a Satyriconban már majdnem sikerült…”

## Így készült a film

### A szerződéstől a forgatókönyvírásig
Fellinit amolyan kutya-macska barátság fűzte Dino De Laurentiis producerhez, akivel ugyan kölcsönösen tisztelték és nagyra becsülték egymást, ám a művészetről vallott felfogásuk jelentősen különbözött. Sarkítva úgy is lehet fogalmazni, hogy Fellini az európai filmkészítés, a „szerzői film” híve volt, míg De Laurentiis a hollywoodi módszereket tartotta üdvözítőnek ahhoz, hogy jó (= anyagilag sikeres) filmek születhessenek. Viharos együttműködésük csúcspontja az Országúton (1954) volt (társproducer: Carlo Ponti), mélypontja pedig a Mastorna utazása, melynek leforgatásától Fellini akkor lépett vissza (1966 szeptemberében), amikor már álltak a költséges díszletek, kezdődhetett volna a munka. A dühös producer ellenlépéseket tett, így például lefoglaltatta Fellini fregenei villájának ingóságait. Dühét csak fokozta, hogy néhány hónappal későbbi megegyezésük ellenére Fellini nemcsak hogy nem forgatta le a Mastorna utazását, hanem abba a három filmbe sem kezdett bele, melyek elkészítését a Mastorna-projekt meghiúsulása miatt vállalta. A mentőangyal egy másik producer, Alberto Grimaldi személyében érkezett, aki megvásárolta a Mastorna utazása jogait De Laurentiistől, bár a filmet Fellini végül vele sem csinálta meg. De Laurentiis az 1970-es évek elején úgy döntött, hogy az Amerikai Egyesült Államokba költözik. Ottani vállalkozása beindításához kölcsönökre volt szüksége. Ahhoz pedig, hogy a hiteleket megkapja, jól jött volna egy szerződés az Amerikában is elismert Federico Fellinivel. A Mester nem tagadta meg ezt a gesztust a producertől, aki viszont konkrét címet akart. Fellini hirtelen ötlettől vezérelve a Casanovát írta a papírra. Nem olvasta ugyan a velencei lovag emlékiratait, de baráti körben állítólag évek óta emlegette, hogy egyszer majd megfilmesíti az életét. Az Amarcord (1973) befejezését követően muszáj volt hozzáfogni a Casanovához, már csak a felvett előleg miatt is, az előkészületi munkák során azonban újra kiéleződtek Fellini és De Laurentiis művészi nézeteltérései.

### A forgatókönyv
Fellini hamar megbánta, hogy elkötelezte magát De Laurentiisnek, mivel állítólag semmi kedve nem volt Casanováról forgatni. Közvetlen munkatársainak ezt mondogatta: „Az egy ökör, hogyan mesélhetném el egy ökör életét?” Ráadásul Fellini szembesült azzal is, hogy muszáj elolvasnia az „ökör” emlékiratait, ami viszont 6 vaskos kötetből állt. Ellenszenvét állandó forgatókönyvírója, Bernardino Zapponi is osztotta, aki korábban olvasott részleteket a műből, és az volt a véleménye, hogy unalmas, önismétlő, terjengős. Az olvasáson azonban túl kellett esni, ezért hogy ne csak ők szenvedjenek, elhatározták, hogy a munkába bevonják Tonino Guerrát, az Amarcord forgatókönyvíróját: így csak 2-2 kötet jutott mindenkire. Pechükre azonban Guerrának szerelmi problémái voltak, emiatt nem tudott érdemben részt venni a munkában, néhány versét azonban felhasználták. Fellini ellenszenve Casanova iránt az emlékiratok olvasása közben sem oszlott el: oldalakat tépett ki a saját példányából, kék ceruzával pedig epés megjegyzéseket írt a margóra. Az olvasást követően a rendező és a forgatókönyvíró megkísérelték összegyűjteni azokat a motívumokat, melyeket használhatónak ítéltek. A szökést az ólombörtönből nem lehetett kihagyni, akárcsak D’Urfé márkinő epizódját. Fellini lelkesedett az alkimisták és látnokok Párizsáért és a Dux kastélyában játszódó jelenetekért, Casanova alakjával kapcsolatban azonban nem voltak ötletei. De Laurentiis az amerikai közönség állítólagos igényeire hivatkozva „sikamlós” jelenetekkel fűszerezett filmet várt a rendezőtől, Fellininek azonban ahhoz volt a legkevésbé kedve. A produkció ekkor még az I sogni di Casanova (Casanova álmai) munkacímet viselte.

Kihagyott jelenet: Casanova kalandja egy férfival (Donald Sutherland)

Zapponi azt a megoldást javasolta, hogy csináljanak Casanovából Don Juant, vagyis az impotencia, a szeretetre képtelenség és a nőgyűlölet szimbólumát. Fellini elvetette az ötletet, mondván, hogy Casanova valós személy volt, ezért a Zapponi által javasolt megközelítés az ő esetében nem alkalmazható. Végül kompromisszumra jutottak: egy olyan Casanovát alkottak, akinek van ugyan köze a történelmi tényekhez, de valójában zsarnoki és hidegszívű anyjának áldozata. Ebből következett, hogy Casanova szerelmi kalandjai már nem a szabadelvűséget, a testi örömök élvezetét szimbolizálják, hanem inkább kétségbeesett szabadulási kísérleteket az anyaöltől. A pszichoanalitikus megközelítés lehetőséget adott arra, hogy Fellini szabadjára engedje a fantáziáját. A Júlia és a szellemek (1965) óta érdeklődött a paranormális jelenségek és okkult tudományok iránt, ezért úgy döntött, felkeres egy látnokot, hogy általa magától Casanovától kérjen véleményt a tervezett filmről. A Rol nevű mágushoz ment, akit barátjának tekintett. Állítólag az elhunyt lovagnak semmilyen kifogása nem volt az ellen, hogy egy híres filmrendező forgasson róla, ámbár nem volt könnyű megértetni vele, mi is az a film. Nem vette zokon Fellini bántó megjegyzéseit sem. Nehéz eldönteni, hogy mi igaz ebből a Zapponi által megírt történetből, mivel Fellini saját maga mondta egy róla szóló dokumentumfilmben, hogy ő tulajdonképpen született hazudozó. Ami biztos, hogy a Mester lerajzolta a forgatókönyvön dolgozó Zapponit, akinek munkáját Casanova hatalmas alakja figyeli. Zapponi Fellini elvárásainak megfelelően hiú embernek alkotta meg a főhőst, aki kissé nevetségesre és kellően ellenszenvesre sikerült. A pszichoanalízist alkalmazva homoszexuális motívumokat is írt a történetbe, abból az elméletből kiindulva, hogy a nagy nőcsábászok valójában homoszexuális hajlamaikat igyekeznek elfojtani a gyakori partnercserével. A végeredmény egy olyan terjedelmes forgatókönyv lett, melynek maradéktalan megvalósítása Zapponi szerint 4-5 órás filmet eredményezett volna.

### Szereplőkeresés, producerváltás és egyéb nehézségek
Dino De Laurentiis nem csupán pikareszk filmet várt Fellinitől, hanem voltak egyéb kikötései is. Mivel az amerikai forgalmazás érdekeit tartotta szem előtt, ezért amerikai sztárt akart a főszerepre, és ragaszkodott ahhoz, hogy angol nyelven forgassanak. Fellini számára ezek a kívánságok elfogadhatatlanok voltak. Sem Marlon Brando, sem Al Pacino, sem Robert Redford nem felelt meg neki. Utóbbiról az volt a véleménye, hogy túl szép, túl amerikai és túl híres. Redford mellesleg egymillió dollár gázsit kért. Relatív, hogy ez sok volt-e vagy kevés. Tény viszont, hogy Elizabeth Taylor már egy évtizeddel korábban megkapta ezt az összeget a Kleopátra (1963) című szuperprodukció címszerepéért, maga Redford pedig a kétszeresét zsebelhette be a Fellini-filmmel szinte egy időben forgatott A híd túl messze van (1977) című háborús alkotásért, noha csupán néhány percig szerepelt benne. Fellini ellenvetései megfelelő ürügyet jelentettek ahhoz, hogy De Laurentiis elálljon a szerződéstől. A producer a korábbi tapasztalatokból valószínűleg megtanulta, hogy ha Fellini a fejébe vesz valamit, akkor abból nem enged, akármik is a következmények. A produkciót szerencsére átvette Andrea Rizzoli vállalata, a Cineriz. (Andrea Az édes élet producere, az 1970-ben elhunyt Angelo Rizzoli fia volt.) Clemente Fracassi gyártásvezető négymilliárd lírás költségvetést dolgozott ki. A forgatás megkezdésének időpontját 1974 októberére tűzték ki, a premiert egy évvel későbbre.
Tovább folytatódott a főszereplő keresése. Fellini elutasította jó barátja, Marcello Mastroianni szerepeltetését, mivel őt is túl jóképűnek találta a szerepre. (Néhány évvel később Mastroianni mégis eljátszotta Casanovát Ettore Scola A postakocsi című 1982-es filmjében.) A rendező egy ízben „megöregedett bikaborjú”-ként emlegette Casanovát, mire egy másik jó barát, Alberto Sordi is jelentkezett a szerepre, aki A bikaborjak (1953) című Fellini-filmmel vált népszerűvé. A Mester azonban nem rá gondolt. Felmerült a kabarészínész Tom Deal neve, majd Michael Caine és Jack Nicholson szerepeltetése. Különböző okokból velük sem jött létre megállapodás. Fellini érdeklődését felkeltette Gian Maria Volonté, a személyes találkozás azonban kiábrándító volt. A színésznek nem tetszett a szerep, a rendező szerint pedig Volonté barátságtalan, kötekedő és „túlzottan kommunista” volt. Parmában Bernardo Bertolucci Huszadik század (1976) című filmjének forgatásán Fellini találkozott Donald Sutherland kanadai színésszel. Ismerte őt, mivel néhány évvel korábban együtt szerepeltek Paul Mazursky Alex Csodaországban (1970) című filmjében. Sutherland minden szempontból ideális választásnak tűnt: nem volt különösebben jóképű, viszont igazi profiként hajlandó volt alávetni magát minden rendezői instrukciónak, s nem mellékes szempontként gázsiigényei is elfogadhatóak voltak.
Miután megtalálta a főszereplőt, Fellini bejelentette, hogy az egész filmet a Cinecittà műtermeiben kívánja leforgatni, beleértve a velencei jeleneteket is. A Casanova-szakértők felháborodva fogadták a bejelentést, Goffredo Parise író például kissé sértődötten nyilatkozta, hogy Velence épp elég lenyűgöző ahhoz, hogy minden hatást felkínáljon „a világ legnagyobb filmrendezőjé”-nek. Fellinit a legkevésbé sem érdekelték a tiltakozások, hiszen nem szeretett eredeti helyszíneken forgatni, mindig jobban élvezte a műtermi munkát. Fantáziája beindult, vázlatokat rajzolt, papírmodelleket készített arról, hogy milyen legyen a műtermi Velence. E munkából természetesen kivette a részét Danilo Donati is, aki elképesztően leleményes volt abban, hogy egyszerű anyagokból, kevés pénzből látványos jelmezeket és lélegzetelállító díszleteket alkosson. A tervezgetésnek köszönhetően azonban csúszott a forgatás megkezdése: az előre beígért októberből november lett, majd újabb és újabb határidők következtek. A Cineriz pénzügyi igazgatója, Fulvio Frizzi végül bejelentette, hogy a vállalat a magas gyártási költségek és a bizonytalan külföldi piac miatt lemond a produkcióról. A közlemény nagy port kavart. Alberto Grimaldi, aki már nem először húzta ki Fellinit a bajból, most is mentőangyalként érkezett. 1975. január 23-án Los Angelesből telefonált, és közölte, hogy hajlandó átvenni a Casanovát. Három feltétele van: a költségvetés nem lehet több, mint 5 és fél milliárd líra, angol nyelven kell forgatni és Londonban, mert ott olcsóbb. Fellini nem adta be rögtön a derekát, ám Grimaldi is értett ahhoz, hogy megvédje az érdekeit. Két hónapos egyeztető tárgyalások után kompromisszumos megoldás született: Fellini beleegyezett abba, hogy angolul forgat, Grimaldi pedig elfogadta, hogy a munka helyszíne a Cinecittà legyen.

### Donald Sutherland
Donald Sutherland óriási megtiszteltetésnek vette, hogy Fellini őt választotta Casanova szerepére. Előzetes felkészülésként nemcsak a lovag emlékiratait olvasta el, hanem behatóan tanulmányozta a Casanova-szakirodalmat is. Hideg zuhanyként érte, amikor a rendező közölte vele, hogy felejtsen el mindent, amit Casanováról olvasott, mert ő egészen másnak képzelte el a lovagot, mint amilyennek a róla szóló könyvekben leírták. Az igazi tortúra azonban csak ezután kezdődött Sutherland számára. Órákon át tartottak a maszkpróbák, Fellini állítólag már-már a szadizmussal határos élvezetet lelt abban, hogy teljesen átalakítsa Sutherland arcát. (Mellesleg Mastroiannit is hasonló módon meggyötörte a Nyolc és fél és a Ginger és Fred forgatásán.) Hét centiméterrel magasították meg a színész homlokát, félig leborotválták a haját, kiszedték a szemöldökét, és nem kevesebb, mint 300 műorrot és műállat tettek fel neki, hogy megtalálják a Fellini igényeinek legmegfelelőbbeket. A forgatás során Sutherlandnek 40-féle jelmezben, 10-féle parókában és 126-féle sminkben kellett a felvevőgép elé állnia. A színész zokszó nélkül viselte a megpróbáltatásokat. Külseje teljes átalakításánál jobban bántotta, hogy Fellini meglehetősen zárkózottan viselkedett, nem volt hajlandó megbeszélni vele a figurát, nem adott magyarázatot az instrukcióihoz, nem volt kíváncsi a véleményére. A forgatáson kívül sem kereste a társaságát. Sutherland csak később döbbent rá arra, hogy lényegében ő testesítette meg mindazt, amit Fellini gyűlölt a saját filmjében: azt, hogy olyasvalakiről kell forgatnia, akit nem kedvelt, ráadásul angol nyelven, amit szeretett volna elkerülni. A színész művészi hiúságát különösen sértette, hogy rengeteg amatőrrel kellett együtt szerepelnie, akik a Mester bevált módszerének megfelelően szöveg helyett csupán számokat mondogattak. (Fellini az utószinkron híve volt.) Miközben ő tökéletesen és felkészülten adta elő az éppen aktuális szövegét, partnerei gyakran csak ezt ismételgették: „egy, kettő, három, négy”. Megesett az is, hogy forgatás előtt pár perccel kapott meg egy hosszú monológot, hogy tanulja meg. A sajtó kiszimatolta, hogy a rendező és a színész munkakapcsolata meglehetősen távolságtartó, ezért az újságírók mindent megtettek annak érdekében, hogy Sutherlandből valamiféle „odamondogatós” nyilatkozatot csikarjanak ki. Sérelmei ellenére azonban a színész változatlanul tisztelte a rendezőt, ezért csakis diplomatikus kijelentésekre volt hajlandó. Pályája csúcspontjának nevezte, hogy együtt dolgozhat egy ilyen zsenivel, mint Fellini, és közölte, azt se bánná, ha a forgatás élete végéig tartana. Amikor befejeződött a hosszúra nyúlt forgatás, Sutherland odament Fellinihez, hogy a maga egyszerű, sallangmentes módján elbúcsúzzon tőle. A Mester szeme könnybe lábadt, és a két művész hosszasan átölelte egymást. Évek múlva a Felliniről szóló Született hazudozó című dokumentumfilmben Sutherland így emlékezett vissza a rendezőre: „Fellini rettenetesen bánt a színészekkel. Mint egy őrmester, mint egy vad tatár, egy diktátor, egy démon. Néha szinte hisztérikusan viselkedett. Az első 5-6 hét maga volt a pokol.” A végeredmény mindenesetre Fellinit igazolta: a profi Sutherland és az amatőr közreműködők pontosan azt nyújtották, amit a rendező elvárt tőlük, szakmai felkészültségük óriási különbségeit a néző egyáltalán nem észleli.

### A többi színész

Kihagyott jelenet: Barberina, a kebelcsoda (Chesty Morgan)

A Casanova egyetlen sztárja Donald Sutherland volt. Szó esett arról, hogy D'Urfé márkinő szerepét egy ismert színésznő kapja – állítólag az 1930-as évek több egykori sztárja is szerette volna eljátszani a figurát –, ám Fellini választása a kevésbé ismert amerikai Cicely Browne-ra esett. Maddalena szerepére a vietnámi származású Margareth Clémentit szerződtették, aki főleg Pier Paolo Pasolini két filmjében nyújtott alakításával hívta fel magára a figyelmet: a Médeában (1969) ő volt a tragikus sorsú Glauké, Az Ezeregyéjszaka virágaiban (1974) pedig a csélcsap Aziz anyja. Mellesleg Margareth volt a felesége az 1960-as évek egyik legnépszerűbb fiatal színészének, Pierre Clémentinek, akit Fellini néhány évvel korábban sikertelenül próbált megnyerni Ascyltos szerepére a Fellini-Satyriconhoz. Marcolina megformálását Tina Aumontra bízták, az új évezredben kissé elfeledett francia karakterszínész, Jean-Pierre Aumont lányára. Bernardino Zapponi szerint Fellini nem bánt kesztyűs kézzel a színésznővel: egy ízben például kegyetlenül leszidta őt, és azzal vádolta, hogy pocsék játéka miatt értékes időt veszítenek. A feszült idegállapotban lévő Tina sírva fakadt, és elszaladt. A forgatás szünetében Fellini utánament. Nem tudni, mit mondott neki, mindenesetre a színésznő kissé feldúltan ugyan, de csatlakozott az ebédelő stábhoz Fellini filmgyári lakásában. Rosalba, a bábu szerepét Leda Lojodice balettművésznő kapta, bár bizonyos képsorokban valóban bábut használtak. Az óriásnő megszemélyesítésére a világ legmagasabb nőjét kérték fel, az amerikai Sandy Allent. A 2 méter 40 centiméter magas teremtést Olaszországba érkezésekor megrohanták a fotósok. Zapponi szerint Sandy inkább félelmetesnek tűnt, semmint vonzónak: a forgatási szünetekben a hatalmas méreteinek megfelelő, fából és vasból készült széken ült. Természetesen a stábtagok is eljöttek megcsodálni őt, néhányan állítólag tréfából az ölébe ültek. Az óriásnő kedvesen fogadta az érdeklődőket, a forgatás alatt pedig türelmesen és tisztelettudóan viselkedett. Igazi ellentéte volt a Barberina szerepére felkért lengyel származású Chesty Morgannek, aki egyenként 30 kilós kebleit különféle összejövetelek alkalmával állítólag zavarba ejtő nyíltsággal tolta a jelenlévők arcába. Zapponi szerint Chestyt a hervadó nők tetszeni vágyása jellemezte. A Casanova azonban csalódást okozott a kebelcsodának: szerepe kicsiny volt, ráadásul a végső változatból kivágták. Mademoiselle Charpillon szerepét a francia Diane Kurys kapta, aki nem sokkal később rendezőként mutatkozott be: Mentolos ital (1977) című debütáló alkotását Magyarországon is bemutatták.

### A díszletek és a jelmezek
A díszletek egy részét Fellini tervezte, megvalósításuk azonban Danilo Donati feladata volt, akárcsak a jelmezek elkészítése. Velence műtermi rekonstrukciójához az ihletet Pietro Longhi különös, nyomasztó hangulatú enteriőr festményei szolgáltatták. A velencei tengerhez nagy, sötét műanyag lapokat használtak, melyek ugyanabból az anyagból készültek, mint a városban elhelyezett hulladékgyűjtő zacskók. A vasszürke „tenger” fagyos érzetet keltett, és egyben utalt a lagúnák piszkos vizére is. A Casanova egész képi világára egyfajta „halotti” hangulat jellemző, a díszletektől kezdve a megvilágításon át a színek használatáig. Így például az ágyaknak, melyekben Casanova szerelmeskedik, rideg fa jellegük van, mint egy ravatalnak. A díszletelemekben a fa dominált: padlásszobák, mennyezeti gerendák, koporsófa. Az uralkodó színek: vasszürke, gesztenyebarna, sötétzöld és brokátvörös, mindez némi kék színezettel a nyirkosság érzetét keltette. Donati megszállottan kereste a megfelelő színárnyalatokat a jelmezekhez, melyeket különböző oldatokba mártogatott. A munkához használt vegyszerektől csalánkiütései lettek, és reumatikus fájdalmak kínozták a karjában. A női szereplőkön látható ékszerek egy részét állítólag tésztából (!) sütötte, és utána a megfelelő színűre festette őket. A cirkuszi jelenet bálnájának belsejében látható női portrékat és szörnyképeket Rolond Topor rajzolta. Maga a „bálna” középen nyitott volt, hogy beférjen rajta a felvevőgép. Az állat egyszerre utalt Jónásra, Pinokkióra és az anyaölre. Utóbbi szimbólumot hangsúlyozta, hogy ekkor hangzik el a filmben Tonino Guerra A nagy öl című költeménye. Az egyik legérdekesebb kellék egy fémből készült madár volt, amely Nino Rota zenéjére szárnymozgásával végigkísérte Casanova mindegyik szeretkezését.

### Újabb nehézségek
Mindenki nagy megkönnyebbülésére 1975. július 21-én végre tényleg elkezdődött a forgatás, melyet 21 hétre terveztek. A technikai stáb mintegy 100 főből állt, csak beszélő szereplőkből volt 200, nem is szólva a rengeteg statisztáról. Fellini végül a Zapponi által írt forgatókönyvből dolgozott, noha az amerikaiak felkérték Gore Vidalt a szkript átdolgozására. Bő 1 hónappal később, augusztus 27-én ismeretlen tettesek 70 filmtekercset loptak el a Technicolor hűtőkamráiból, egyebek mellett a Casanova első három hetének forgatási anyagait, köztük a viharban hánykolódó csónakban játszódó letartóztatási jelenettel. A lapok arról cikkeztek, hogy valaki félmilliárdos váltságdíjat követel a tekercsekért, de Grimaldi állítólag nem hajlandó fizetni. Az ügyet nem sikerült felgöngyölíteni, a következő év májusában a tekercsek egy része mégis felbukkant a Cinecittàban. Addig azonban történt még egy és más. 1975 decemberére a film túllépte az előirányzott költségvetést. Az ólombörtönből való szökés jelenetének forgatásán a kisegítő műszaki személyzet sztrájkba lépett. Az igazi megdöbbenés karácsony előtt egy nappal következett. Alberto Grimaldi felmondólevelet küldött a stáb minden tagjának. Döntését azzal indokolta, hogy a produkciónak még csak alig a fele készült el, de máris felemésztette az előirányzott öt és félmilliárd lírát. Fellini dühöngött, Grimaldi azonban nem engedett, és ragaszkodott ahhoz, hogy ő diktálja a folytatás feltételeit. Ezekhez tartozott az a kötelezettség, hogy Fellini lemond néhány epizód leforgatásáról, és vállalja, hogy egymilliárd lírából befejezi a filmet. A rendező mindezt elfogadhatatlannak tartotta, ezért nyilatkozatháború vette kezdetét.
A Mester kétértelmű nyilatkozatokat tett, melyekkel azt sugallta, hogy végleg lemondott a Casanováról, és új projektekbe kezd. Azt állította, hogy a Warner Bros. felkérte, Ingmar Bergmannal vagy nélküle forgasson filmet a pornográfia történetéről. Szóba került, hogy a perzsa sah és a kuvaiti emír megbízásából is forgatni fog. Barátai azonban arra biztatták, hogy fejezze be a Casanovát. 1976. január 29-én Fellini és Grimaldi kibékültek, a forgatás folytatása előtt tehát szabaddá vált az út. Sandy Norman gyártásvezetőre hárult az a feladat, hogy a Grimaldi által biztosított szűkös keretből megteremtse a hátralévő epizódok leforgatásának anyagi fedezetét. Fontos jelenetekről volt szó: a film végén látható würtembergi és duxi képsorokról, illetve a mű nyitójelenetéről, a velencei karneválról. Ez utóbbi különösen bonyolult és drága jelenet volt, melyben 600 statiszta működött közre, a Canal Grandét szimbolizáló műtermi medencéből pedig egy óriási fej emelkedett ki. 1976. március 23-án kezdődött újra a forgatás, amely két hónappal később, május 21-én ért véget.

### Az utómunkálatok
A vágást Fellini irányította Ruggero Mastroianni (Marcello fivére) és asszisztense, Adriana közreműködésével. Kockáról kockára nézték végig a leforgatott anyagot, Fellini pedig kíméletlenül selejtezett. Egyes kívülállók a szemére is vetették, hogy talán túl szigorúan szortíroz, a rendező azonban gyakorlott volt a vágás munkafolyamatában, tudta, mit miért áldoz fel. Vágás közben megváltozott Fellini hozzáállása Casanovához. Ekkoriban már sokkal megértőbben, majdhogynem szeretettel nyilatkozott róla, talán azért, mert megsejtette, hogy Casanova képében valójában önmagáról alkotott gunyoros portrét. A Casanova-szakértőnek számító Piero Chiara hónapokkal korábban ráérzett erre az azonosságra, amikor így nyilatkozott az akkor még csak készülő filmről: „Nem zárom ki az eshetőséget, hogy Fellini önmagát rejti el a főszereplő álarca mögé. Lehetséges tehát, hogy a látszólagos gyűlölet mögött valójában igazi szeretet bújik meg. Amikor ugyanis egy olyan kaliberű művész, mint Fellini, Casanovát választja témájául, az azt jelenti, hogy szemtől szembe akar megütközni a figurával. Márpedig ezek a frontális ütközések nem lehetségesek jó adag szeretet nélkül.”
Az utószinkron különleges szertartás volt Fellininél, a vágással ellentétben ilyenkor kifejezetten igényelte a társaságot. A Casanova szinkronjáról először azt a meghökkentő nyilatkozatot tette, hogy az egészet mindössze három színésszel, Alberto és Oreste Lionellóval, valamint Alighiero Noschesével kívánja megcsinálni. Aztán mégis elállt e különös ötlettől, és miként a filmszereplőket, úgy a szinkronhangokat is nagy műgonddal válogatta össze. A Színművészeti Akadémia ifjú diákjai, kiöregedett ripacsok, betegségük miatt visszavonulásra kényszerült színészek, kötögető családanyák álltak sorba a szinkronstúdió előtt, hogy hangjukat kölcsönözzék a számtalan figurának. Mindegyikük más-más bánásmódot igényelt. Volt, akivel kifejezetten gorombán kellett bánni, hogy a megfelelő hangon szólaljon meg a stúdióban, másvalakit viszont inkább kedves szavakkal kellett bátorítani, hogy legyőzze félénkségét. Donald Sutherlandet olaszul Gigi Proietti szólaltatta meg. Ironikus hangszínt használt, egyfajta távolságot tartott Casanovától, így a szinkron által is megvalósulhatott Fellini elidegenítő módszere a szeretve gyűlölt kalandorral szemben.

### A fogadtatás
A Casanova fogadtatása éppoly ellentmondásos volt, mint Fellini viszonya a címszereplőhöz. Tullio Kezich szerint az olasz kritika előbb „jeges lelkesedéssel”, majd „meleg elutasítással” fogadta a filmet. Visszatérő érvként hangzott el, hogy a film főhősének semmi köze sincs a történelmi figurához, savanyú és ellenszenves figura, az üresség jelképe. Szóba került az is, hogy a filmben túlságosan eluralkodik a látvány, összefüggő történet helyett egymásra dobált eseményekből áll. A külföldi kritikusok hasonló húrokat pengettek. Az ismert amerikai kritikusnő, Pauline Kael egy óra után otthagyta a vetítést, ám ez nem akadályozta meg abban, hogy kritikát írjon a műről. Szerinte a Casanova Fellini elidegenedésének eposza: a rendező annyit beszél egy-egy filmjéről, hogy tulajdonképpen már meg sem kéne rendeznie őket, hiszen valójában saját maga a műalkotás. Egy másik amerikai kritikus, Vincent Canby is elutasítóan viszonyult a Casanovához, ám véleményét 1985-ben, egy Fellini tiszteletére a Lincoln Centerben rendezett esten felülbírálta. Annak ellenére, hogy az amerikai nézők és kritikusok lényegében elutasították Fellini Casanova-értelmezését, a művet mégis jelölték a legjobb adaptált forgatókönyvnek járó Oscar-díjra. Ezt az elismerést nem kapta meg, Danilo Donati viszont Oscart vehetett át a legjobb jelmezekért. Alberto Grimaldi két okkal magyarázta a film bukását: a főszereplő „felemás” melankóliájával, illetve azzal, hogy Fellini nem volt hajlandó az Egyesült Államokban promotálni a produkciót. Ami azonban sokakat meglepett: a Casanova a távoli Japánban egyértelmű sikert aratott. Európában a híres regényíró, Georges Simenon lelkesen méltatta a filmet, melyet remekműnek nevezett. Lelkesedése teljesen érthető, hiszen állítása szerint Casanovával vetekedő nőcsábász volt, 13 éves kora óta mintegy tízezer nővel volt dolga, akik közül nyolcezren a világ legősibb mesterségét űzték. Ez a kissé hencegő nyilatkozat arra inspirálta Fellinit, hogy Simenonról mintázza meg néhány évvel későbbi filmje, A nők városa (1980) egyik fontos szereplőjét, a nőfaló Katzone doktort.

## Barry Lyndon
Még javában tartott a Casanova forgatása, amikor Stanley Kubrick üzenetet küldött Fellininek, és felhívta a figyelmét arra, hogy ő is éppen egy 18. századi kalandorról forgat filmet. A Barry Lyndon William Makepeace Thackeray regénye alapján készült. Fellini némi szomorúsággal értesült erről, mivel állítólag ő is tervezte a mű megfilmesítését. Tájékozódott Kubrick munkamódszeréről, és megtudta, hogy állítólag a forgatás ideje alatt el sem hagyta londoni villáját. Esténként megnézte a leforgatott jeleneteket, és amennyiben elégedetlen volt velük, pontos instrukciókat adott az ismétlésekhez. A két rendező merőben eltérő módon viszonyult választott témájához. Kubrick komolyan vette Thackeray regényét, könyvtárnyi irodalmat olvasott el és jegyzetelt ki ahhoz, hogy minden részlet pontos, hiteles és indokolt legyen a filmjében. Fellini azonban majdhogynem csak átlapozta Casanova emlékiratait, mintha csupán a benyomásait, a rossz véleményét akarta volna megosztani a nézőkkel. A Barry Lyndon minden részletében pontos lenyomata a XVIII. századnak, míg a Casanova olyan, mint egy profetikus látomás ugyanerről a korról. Fellini megtekintette Kubrick filmjét, és el volt ragadtatva tőle: „…az emberi létezés metaforája. Azok a zöld tónusok! Azok az arcok a hatalmas szemölcsökkel! És a főhős szomorúsága, szinte veszte…” Bernardino Zapponi szerint egészen biztos, hogy Fellini valamilyen formában kifejezte az elismerését Kubricknak.

## Magyar kritikai visszhang
„Federico Fellini feltétel nélküli híve maradok, amíg csak élek. Ám Casanova című filmjéről sok jót nem mondhatok. Ebben azt a számomra kevésbé tetsző fantáziaburjánzását éli ki folytatólag, amit a Júlia és a szellemekben, majd a Satyriconban. Ez nem az az oldala a Fellini-életműnek, amely a lélek legmélyéig átélt és a lélek legmélyéből áhított emberséget fejezi ki még borús pillanataiban is fénylően. Itt a fények is hidegek, eltávolítóak, dezilluzionálóak. Persze azért különös, hogy amikor a Casanova háromórás vetítésére visszagondolunk, még a viszolyogtató, túl cirkalmazott részletek fölidézésekor is a Fellinire jellemző nagyság késztet elismerésre. […] Bármennyire is obszcénnek mutatkozik merész jeleneteiben a film, Fellini tulajdonképp a stilizáció irányába tolja, mozdítja az aktusokat, s ebben hol leleményről, hol gondolati fáradságról (sic!) tanúskodik. Vannak lélegzetelállítóan nagyvonalú képkompozíciói, kiváltképp a würtembergi udvarban játszódó jelenetekben.”

(Sas György kritikája. In: Film Színház Muzsika, 1979/1, 1979. január 6., 5. oldal)
„Az érzéki örömöket hajszoló világban Casanova csupán tárgya, s nem alanya a történéseknek. Olyan tulajdonságaival tűnik ki, amelyekről az Emlékiratokban nem esik szó: kivételes szexuális képességeivel. Ennek a Casanova-képnek, mely az intellektuális világfiból szexuális atlétát farag, inkább korunk teljesítmény-központú felfogásához van köze, mintsem a közismert Casanova-jelenséghez. Casanova Fellininél: gép, aki kivételes férfiúi képességeit bocsátja áruba, miközben – a körülmények kényszerítése és saját gyöngesége folytán – egyre inkább rabjává válik egyoldalú szerepének. Irodalmi, politikai, tudományos és gazdasági tevékenysége már csak önigazolás, melyet hiúságból próbál elismertetni, s a dicsőségért cserébe férfiúi erényeit kínálja. Tragikomikus figura, aki mindvégig játszótársnak hiszi magát, holott nem ő játszik, hanem vele játszanak, egy apokaliptikussá fokozódó, üresen zakatoló, gyűlöletes életjátszmában.”

(Báron György: A hanyatlás freskói. In: Hollywood és Marienbad. Budapest, 1986, Gondolat Kiadó, 208. oldal)

## Főszereplők
- Donald Sutherland (Giacomo Casanova)
- Tina Aumont (Marcolina)
- Cicely Browne (Madame D'Urfé)
- Carmen Scarpitta (Madame Charpillon)
- Clara Algranti (Henriette)
- Daniela Gatti (Giselda)
- Margareth Clémenti (Maddalena nővér) (Margareth Clementi néven szerepel a stáblistán)
- Mario Cencelli (Moebius)
- Olimpia Carlisi (Isabella)
- Silvana Fusacchia (Isabella nővére)
- Leda Lojodice (Rosalba, a bábu) (Adele Angela Lojodice néven szerepel a stáblistán)
- Sandra Elaine Allen (Angelina, az óriásnő)
- Clarissa Mary Roll (Anna Maria)
- Alessandra Belloni (hercegnő)
- Dudley Sutton (Würtemberg hercege)
- Gabriele Carrara (Waldenstein gróf)
- Majorite Belle (Waldenstein grófnő)
- Daniel Emilfork (Du Bois márki) (Daniel Emilfork Berenstein néven szerepel a stáblistán)
- Luigi Zerbinati (a pápa)
- John Karlsen (Lord Talou)
- Reggie Nalder (Faulkircher)
- Hans van de Hoek (Hans Van Den Hoek néven szerepel a stáblistán)
- Mariano Brancaccio (táncos)
- Angelica Hansen (a púpos nő)
- Harold Innocent (Saint-Germain gróf)
- Diane Kurys (Mademoiselle Charpillon)
- Norbert Losch (a tengernagy a vacsoraasztalnál)
- Mary Marquet (Casanova anyja)
- Chesty Morgan (Barberina) (jelenetét kivágták)
- Marika Rivera (Astrodi)
- Dan van Husen (Viderol)
- Mario Gagliardo (Righetto) (nem szerepel a stáblistán)
- Donald Hodson (magyar kapitány) (nem szerepel a stáblistán)
- Nicolas Smith (Casanova fivére)

## Díjak és jelölések

### Oscar-díj
- 1977 díj Danilo Donati (legjobb jelmez)
- 1977 jelölés Federico Fellini, Bernardino Zapponi (legjobb adaptált forgatókönyv)

### BAFTA-díj
- 1978 díj Danilo Donati (legjobb jelmez)
- 1978 díj Danilo Donati, Federico Fellini (legjobb díszlet és művészeti vezetés)
- 1978 jelölés Giuseppe Rotunno (legjobb operatőr)

### David di Donatello-díj
- 1977 díj Nino Rota (legjobb filmzene)

### Ezüst Szalag díj
- 1977 díj Danilo Donati (legjobb jelmez, legjobb díszlet)

## Felhasznált és ajánlott irodalom
- Claudio G. Fava – Aldo Vigano: The Films of Federico Fellini. Secaucus, 1985, Citadel Press
- Federico Fellini: Mesterségem, a film. Gondolat Kiadó,  Budapest, 1988
- Charlotte Chandler: Én, Fellini. Magvető Kiadó,  Budapest, 1998
- Bernardino Zapponi: Az én Fellinim. JLX Kiadó,  Budapest, 2003
- Tullio Kezich: Federico avagy Fellini élete és filmjei. Európa Kiadó, Budapest, 2006